# Rybák čínský
Rybák čínský (Thalasseus bernsteini) je středně velký druh rybáka ze skupiny chocholatých rybáků rodu Thalasseus. Jde o jednoho z nejohroženějších asijských ptáků vůbec – na světě žije méně než 50 jedinců.

## Popis
Je celkově bíle zbarvený, s černou čepičkou prodlouženou do chocholky, světle šedým hřbetem a křídly a černými krajními 3-5 ručními letkami. Nohy jsou černé, zobák žlutý s černou špičkou. V prostém šatu (v zimě) je čepička redukovaná, čelo a temeno jsou bílé, na zobáku se objevuje ještě žlutá špička. Zbarvení mladých ptáků nebylo známo, popsáno bylo až nedávno.

## Rozšíření
Hnízdiště nebyla donedávna známa, zaznamenán byl pouze letní výskyt na pobřeží Číny, v zimě odtud na jih po Thajsko a Filipíny. V roce 2000 byly poprvé objeveny čtyři hnízdící páry na východním pobřeží Číny v provincii Fu-ťien. Druh byl předtím považován za vyhynulý a i dnes je jeho budoucnost nejistá, přestože bylo v roce 2004 objeveno nové hnízdiště v provincii Če-ťiang. Populace totiž od té doby klesla na polovinu a druh je na pokraji vyhynutí.